# Gavin de Beer
Gavin Rylands de Beer (New Malden, 1 de noviembre de 1899-Alfriston, Sussex, 21 de junio de 1972) fue un embriólogo evolutivo británico, director del Museo británico de Historia Natural y presidente de la Sociedad linneana de Londres.

## Biología
La obra de Gavin de Beer estuvo centrada en la embriología experimental, la embriología comparada y la embriología evolutiva.
La obra de Gavin de Beer fue fundamental en la reconciliación entre evolución y embriología, defendiendo la importancia del mecanismo evolutivo de la heterocronía. y de su principal resultado: la pedomorfosis. De acuerdo con de Beer, la pedomorfosis (retención de rasgos juveniles en la forma adulta) es más importante en la evolución que la gerontomorfosis, pues los tejidos juveniles están relativamente indiferenciados y pueden estar sujetos a una mayor evolución, mientras que los tejidos más especializados son menos propensos al cambio.
de Beer distinguió ocho modos de relación entre ontogenia y filogenia:
1. Cenogénesis: adaptaciones embrionarias y larvarias que no tienen efecto sobre la organización adulta.
2. Desviación: adaptaciones embrionarias y larvarias que afectan los estadios ontogenéticos subsiguientes, de donde resulta una desviación de la ontogenia de la especie descendiente en relación con la de su ancestro.
3. Reducción: caracteres que en el ancestro aparecían tanto en el embrión como en el adulto, en el descendiente aparecen sólo en el embrión, de lo que resulta la reducción del carácter a un vestigio.
4. Variación adulta: aparición de rasgos adultos en el descendiente que varían con respecto a los rasgos adultos del ancestro.
5. Pedomorfosis
6. Eliminación o reducción de rasgos adultos como resultado de la neotenia
7. Hipermorfosis: prolongación de la ontogenia de un carácter por retardo de la maduración.

- De Beer fue uno de los primeros integradores de la genética y la embriología evolutiva, relacionando con la heterocronía los descubrimientos de Richard Goldschmidt sobre los genes reguladores de las tasas de desarrollo. De Beer señaló las ventajas evolutivas de la paedomorfosis: una especie que hubiera sufrido este proceso tendría un número de genes cuya función era el control de caracteres que no aparecerían, lo que permitiría que las antiguas estructuras fueran reemplazadas por otras nuevas. De este modo, la paedomorfosis podría contribuir al aumento de la plasticidad genética y evolutiva (1954, p. 93).[3]
- De Beer acuñó el término evolución clandestina, que ayudó a explicar los cambios repentinos en el registro fósil, tan extraños al gradualismo darwinista: si una novedad ha evolucionado gradualmente en una forma juvenil animal, entonces su desarrollo no aparecerá en el registro fósil, pero si las especies han sufrido neotenia (una forma de paedomórfosis en la que la edad de la madurez sexual se precipita), entonces el rasgo aparecerá repentinamente en el registro fósil, a pesar de haber evolucionado gradualmente.
- De Beer trabajó en paleornitología y la teoría evolutiva. Contribuyó de manera importante a la elucidación del concepto de evolución en mosaico, como ilustra su revisión de la familia Archaeopteryx en 1954.
- Otra de las grandes contribuciones de De Beer tiene que ver con su reflexión en torno al concepto de homología (1971): De Beer se enfrentó a la perspectiva de Francis Balfour según la cual, las capas germinales eran fundamentales para el establecimiento de las homologías. De Beer señaló cómo las homologías pueden surgir a través de mecanismos de desarrollo diferentes y que, por lo tanto, la homología entre capas germinales o entre genes no es prueba de homología morfológica. Es el caso del canal digestivo, que se origina de modo diferente en distintos vertebrados y de la neurulación.[4]

## Otros temas
- Dedicado a la divulgación científica, de Beer recibió el Premio Kalinga de la Unesco.
- De Beer escribió también una serie de libros sobre Suiza y los Alpes.

### Biología
- (1924) Growth
- (1926) An introduction to experimental embryology
- (1926) The comparative anatomy, histology and development of the pituitary body
- (1928) Vertebrate zoology —
- (1930) Embryology and evolution/Embryos and ancestors (1958) (disponible parcialmente en )
- Con Julian Huxley (1934) The elements of experimental embryology
- (1937) The development of the vertebrate skull
- (1951) Vertebrate Zoology: An Introduction to the Comparative Anatomy, Embryology and Evolution of Chordate Animals. London: Sidgwick and Jackson.
- (1959) Darwin's journal
- (1963) Charles Darwin: evolution by natural selection
- (1964) Atlas of evolution
- (1971) Homology, an unsolved problem

### Otros
- (1930) Early travellers in the Alps
- (1933) Alps and men
- (1945) Escape to Switzerland
- (1955) Alps and elephants. Hannibal's march
- (1957) The first ascent of Mont Blanc
- (1972) Jean-Jacques Rousseau and his world

## Honores
- Premio Kalinga
- Medalla linneana